# Comarca da Terra de Melide
A Terra de Melide is een comarca van de Spaanse provincie A Coruña. De hoofdstad is Melide, de oppervlakte 370,0 km² en het heeft 13.911 inwoners (2005).

## Gemeenten
Melide, Santiso, Sobrado en Toques.